# Telaugis aenescens
Telaugis aenescens är en skalbaggsart som beskrevs av Hermann Burmeister 1844. Telaugis aenescens ingår i släktet Telaugis och familjen Rutelidae. Inga underarter finns listade i Catalogue of Life.